# Academia Acreana de Letras
A Academia Acreana de Letras (AAL), fundada em 17 de novembro de 1937, é a associação literária máxima do estado brasileiro do Acre.

## Histórico e dados
Sua fundação coincide com a data da assinatura do Tratado de Petrópolis, que pôs fim à disputa pelo território acriano com a Bolívia.
Foi considerada de utilidade pública pela Lei Estadual n° 117, de 19 de setembro de 1967.
Sua sede (provisória) é na rua Manuel Cesário, nº 19, Bairro da Capoeira, na capital acreana.
A Diretoria é composta por um Presidente e seu vice, 1º e 2º Secretários, 1º e 2º Tesoureiros, e diretores: de Relações Públicas, de Biblioteca e de Patrimônio, além de um Conselho Fiscal.

## Patronos
Tal como a Academia Brasileira de Letras, a A.A.L. é composta de 40 Cadeiras, cada uma delas sob um Patronato:
- 01 - Aprígio de Menezes
- 02 - Alberto Rangel
- 03 - Alberto Torres
- 04 - Alexandre de Gusmão
- 05 - Alexandre Rodrigues Ferreira
- 06 - Amanajós de Araújo
- 07 - Amaro T. Damasceno Junior
- 08 - Aníbal Teófilo
- 09 - Antonio Areal Souto
- 10 - Araújo Lima
- 11 - Assis Brasil
- 12 - Augusto dos Anjos
- 13 - Barão de Rio Branco
- 14 - Barbosa Rodrigues
- 15 - Belarmino de Mendonça
- 16 - Cândido Rondon
- 17 - Carlos Vasconcelos
- 18 - Couto de Magalhães
- 19 - Craveiro Costa
- 20 - Emílio Goeldi
- 21 - Epaminondas Jácome
- 22 - Euclides da Cunha
- 23 - Francisco de Oliveira Conde
- 24 - Francisco Mangabeira
- 25 - Heliodoro Balbi
- 26 - Humberto de Campos
- 27 - João Donato de Oliveira
- 28 - Jose de Carvalho
- 29 - José Lopes de Aguiar
- 30 - José Veríssimo
- 31 - Juvenal Antunes
- 32 - Juvenal Galeno
- 33 - José Higino de Sousa Filho
- 34 - Manoel Eugênio Raulino
- 35 - Mário Lobão
- 36 - Nelson Lemos Bastos
- 37 - Osvaldo Cruz
- 38 - Plácido de Castro
- 39 - Raimundo Morais
- 40 - Ramalho Júnior

## Membros
Dos 40 fundadores, nove deles ainda ocupam as cadeiras - embora a A.A.L. já esteja em sua quarta geração de Imortais (maio de 2006).
É presidida pela acadêmica Prof.ª Dr.ª  Luísa Galvão Lessa Karlberg, ocupante da Cadeira 34, a primeira mulher a presidir o sodalício em toda a sua história.

### Membros atuais
Membros da Academia
- 01 – Alexandre Melo de Sousa
- 02 – Reginâmio Bonifácio de Lima[2]
- 03 – Rosana Cavalcante dos Santos
- 04 – Cecília Ugalde[3]
- 05 –
- 06 – Isac de Melo
- 07 – Jefferson Henrique Cidreira[4]
- 08 –
- 09 –
- 10 – Mazé Oliveira
- 11 – Edir Figueira Marques
- 12 – Deise Torres
- 13 – Mauro Modesto
- 14 – Enilson Amorim de Lima
- 15 –
- 16 –
- 17 –
- 18 – Telmo Camilo Vieira
- 19 – José Dourado de Souza
- 20 –
- 21 –
- 22 – Dalmir Rodrigues Ferreira
- 23 –
- 24 – Olinda Batista Assmar
- 25 – Moisés Diniz
- 26 –
- 27 – José Cláudio Mota Porfiro
- 28 –
- 29 – José do Carmo Carile[5]
- 30 - Claudemir Mesquita
- 31 – Álvaro Sobralino de A. Neto
- 32 – Margarete Edul Prado S. Lopes
- 33 – Renã Leite Pontes[6]
- 34 – Luisa Karlberg
- 35 –
- 36 –
- 37 –
- 38 – Eduardo de Araújo Carneiro[7]
- 39 –
- 40 – Maria José Bezerra

## Lista de presidentes
- Amanajós de Alcântara Vilhena de Araújo(1937)
- Paulo de Menezes Bentes (1938/67)
- Omar Sabino de Paula (1967/88)
- Mauro D' Ávila Modesto (1988/96)
- Clodomir Monteiro da Silva (1996-2014)
- Luisa Karlberg - Atual Presidente